# Les Meurtres de Bowstring
Les Meurtres de Bowstring (VO : « The Bowstring Murders ») est un roman de John Dickson Carr, paru en décembre 1933 chez William Morrow. L'auteur, engagé auprès d'une autre maison d'édition, a ici été crédité sous le pseudonyme « Carr Dickson » puis « Carter Dickson ».
Ni Henri Bencolin, ni Gideon Fell, ni Henry Merrivale, les trois détectives récurrents de cet auteur, n'apparaissent dans ce roman.
Ce roman de Carr est un « whodunit » classique. Le roman se déroule en 1931 en Angleterre. Lord Rayle, vieil aristocrate anglais et excentrique, a invité deux personnes à venir quelques jours dans son manoir. Le soir même de leur arrivée, il est retrouvé étranglé. Un peu plus tard, on découvre une femme de chambre qui, de même, a été étranglée. La police est appelée ; un détective privé, connu pour ses spectaculaires résultats, est lui aussi convié à l'enquête. Dans la nuit qui suit, l'épouse de Lord Rayle est à son tour assassinée par arme à feu. Qui a tué ces trois personnes en quelques heures, et pourquoi ?

## Principaux personnages
- Les enquêteurs
  - John Gaunt : détective amateur.
  - Inspecteur Tape : policier du comté.
  - George Anstruther : directeur du British Museum.
  - Michael Tarlaine : professeur de littérature anglaise à Harvard.

- La famille Steyne
  - Henry Steyne, lord Rayle : aristocrate anglais. Assassiné.
  - Irene Rayle : seconde épouse de lord Rayle. Assassinée.
  - Francis Steyne : fils d'un premier mariage de lord Rayle, frère de Patricia Steyne.
  - Patricia Steyne : fille d'un premier mariage de lord Rayle, sœur de Francis Steyne.

- Autres personnages importants
  - Lawrence Kestevan : acteur américain invité par Irene Rayle.
  - Horatio Manning : médecin de la famille Steyne-Rayle.
  - Doris Mundo : femme de chambre de la famille Steyne-Rayle. Assassinée.
  - Bruce Massey : secrétaire particulier de lord Rayle.
  - Mme Carter : gouvernante de la famille Steyne-Rayle.
  - M. Saunders : valet de chambre de la famille Steyne-Rayle.
  - M. Wood : maître d'hôtel de la famille Steyne-Rayle.
  - Annie Morrison : femme de chambre de la famille Steyne-Rayle.

## Résumé
Le roman est composé de 19 chapitres.

### Mise en place de l'intrigue
Chapitres 1 à 6.
On est le 10 septembre 1931 en Angleterre. George Anstruther, directeur du British Museum, et Michael Tarlaine, professeur de littérature anglaise à Harvard, ont été invités par lord Rayle à venir quelques jours dans son manoir. Les deux invités découvrent un vieil aristocrate anglais et excentrique, qui les reçoit en robe de chambre. L'ambiance est lourde : lord Rayle est en conflit avec son épouse Irene Rayle, qui a invité au manoir l'acteur Lawrence Kestevan. Les deux enfants de lord Rayle, issus d'un premier mariage, sont stressés. Francis Steyne et Patricia Steyne semblent être en dépression. La famille est perturbée par l'annonce que l'une des femmes de chambre est enceinte. Qui l'a mise enceinte ? Faut-il la chasser du manoir ? Les esprits s'enflamment.
Lors de l'arrivée des deux invités, lord Rayle est hors de lui : après le vol d'une corde d'arbalète il y a quelques jours, il vient de découvrir qu'un gantelet en fer, du XVe siècle, lui a été volé. Il est persuadé que le vol a été commis par l'une des personnes de la maisonnée et soupçonne tout le monde.
Deux heures après, lord Rayle est découvert étranglé avec la corde d'arbalète qui avait été volée quelques jours auparavant. Le vieil homme a été tué dans la Galerie des Armures, la plus grande pièce du manoir, alors quasiment dans le noir. À l'entrée de la pièce, Michael Tarlaine avait pris place et n’a vu entrer personne dans la pièce, si ce n'est, pendant quelques secondes, le secrétaire Bruce Massey qui avait demandé à son patron de signer quelques lettres. Mais lord Rayle l'avait rejeté vivement et Bruce Massey était parti de la pièce alors que le lord était encore vivant. Patricia, la fille de Rayle, était présente dans la galerie, mais était au fond et, cachée derrière une armure, dit qu'elle n'a rien vu ni entendu. L'examen de la pièce n'apporte aucune découverte. On ignore qui a tué le vieil homme, comment et pourquoi.
La fouille des pièces permet de découvrir que le bureau du lord a été fouillé : une forte somme d'argent, des bons du Trésor au porteur et un collier de perles ont été volés. Le vol semble donc être le mobile du meurtre.
Alors que les esprits sont bouleversés par le drame qui vient d'avoir lieu, on découvre le cadavre de Doris Mundo, la jeune femme de chambre enceinte. Elle a été trouvée dans une autre aile du manoir. Elle semble avoir été étranglée par le gantelet qui avait mystérieusement disparu. Là encore, aucun indice n'oriente les gens de la maisonnée.

### Enquête
Chapitres 7 à 12.
Le détective John Gaunt, appelé par sir George Anstruther, arrive sur les lieux. Il est suivi peu de temps après par l'inspecteur Tape, de la police du comté.
Il apparaît que l'acteur Lawrence Kestevan avait une « relation privilégiée » avec lady Irene Rayle, qui envisageait de financer un film avec lui comme acteur principal, mais aussi avec Patricia, séduite par le jeune homme.
Les deux enquêteurs procèdent à l'examen des deux cadavres (lord Rayle et Doris ont été étranglés), à la visite du manoir et à l'audition des témoins et protagonistes.
Très vite les enquêteurs constatent qu'aucun des membres de la maisonnée n'a d'alibi, chacun prétendant être à la cuisine, au salon, dans sa chambre, etc., sans que cela puisse être confirmé.
En tout cas, il est évident pour tous qu'il n'y a qu'un seul assassin, les deux meurtres ayant été commis dans le même trait de temps et selon le même processus. On ignore l'identité de la personne avec qui Doris a eu une liaison. Vers minuit, tout le monde va se coucher.

### Troisième meurtre et poursuite de l’enquête
Chapitres 13 à 16.
Durant la nuit du 10 au 11 septembre, lady Irene Rayle est assassinée. Quelqu'un a tiré en sa direction avec une arme de calibre .45 ; le corps a été retrouvé dans la penderie, une dépendance autonome de la chambre de la vieille dame. La situation de la penderie et la largeur des murs en pierre expliquent que personne n’a entendu le coup de feu.
L'inspecteur Tape ayant fait surveiller le manoir, on sait que personne n'y est entré ni n'en est sorti durant la nuit. Donc le meurtrier est quelqu'un de la maisonnée. On recherche l'arme. Dans un premier temps, on ne la retrouve pas. Puis elle est découverte dans les habits de Saunders, le majordome de Francis Steyne-Rayle). Les soupçons se portent vers deux hommes qui ont pu avoir le mobile et le moyen de tuer les trois femmes : d'une part, Francis Steyne-Rayle, d'autre part l'acteur Lawrence Kestevan.

### Dénouement et révélations finales
Chapitres 17 à 19.
John Gaunt a compris que l’assassin a caché le produit du vol du bureau de lord Rayle dans l'immense galerie des Armures. Il a fait croire à l'assassin que la résolution de l'affaire dépend des numéros des bons au Trésor qui ont été volés. Il a demandé à l'inspecteur Tape de mettre en place un souricière. Dans la nuit du 11 au 12 septembre, un homme (l'assassin) s'introduit en cachette dans la galerie. La lumière est allumée ; il est découvert ; il tente de prendre la fuite ; une lourde horloge tombe sur lui et il est tué. L'assassin est Bruce Massey, le secrétaire particulier de lord Rayle. C'est lui qui a tué les trois victimes.
Gaunt explique les tenant et aboutissants de l'affaire. Bruce Massey avait eu une liaison avec Doris et celle-ci était tombée enceinte de lui. Il avait décidé d'abandonner sa maîtresse, de dérober les bons du Trésor, le numéraire et le collier de perles puis de prendre la fuite. Il avait mis à exécution le début de son plan : le vol avait réussi. Mais il avait été vu par Doris. Pour faire taire cette témoin gênante, il l'avait tuée avec le gantelet. Puis il avait volé une robe de chambre de son employeur et s'était rendu dans la galerie des Armures. Il s'était fait passer auprès de Michael Tarlaine comme étant lord Rayle (Massey étant dans la pénombre et Michael étant myope, Michael avait été facilement abusé), puis quelques secondes après, avait enlevé la robe de chambre et avait joué son propre rôle. Le meurtre de lord Rayle n'avait donc pas eu lieu à cet endroit et à ce moment-là, mais dans le bureau du vieil homme et une demi-heure auparavant.
Concernant le troisième meurtre, Bruce Massey s'était rendu de nuit dans la penderie afin de remettre la robe de chambre de lord Rayle à sa place. Il avait été surpris par Irene Rayle et, découvert, Massey n'avait pas d'autre choix que de la tuer aussi avec le colt .45 de Francis. Il avait caché l'arme dans le veston de Saunders, majordome de Francis, afin de faire porter les soupçons sur Francis.

## Éditions
- États-Unis
  - Ed. William Morrow, New York, décembre 1933.

- Royaume-Uni
  - Ed. William Heinemann, Londres, août 1934.

- France
  - Hachette, coll. « L'Énigme », septembre 1948, traduction Louis Tourneur.
  - Librairie des Champs-Élysées, coll. « Le Masque » n°1954.
  - Intégrales du Masque, J. D. Carr, tome 7, 2000, présentation des six romans par Roland Lacourbe.

## Autour du roman
- Le lecteur retrouvera les personnages de George Anstruther (directeur du British Museum) et de Michael Tarlaine (professeur de littérature anglaise à Harvard) dans le roman La Maison du Bourreau (1935).

- Dans le roman Trois cercueils se refermeront (1935), J. D. Carr proposera une typologie des énigmes de chambre close. L'assassinat de lord Rayle correspond, selon cet inventaire, à l'hypothèse n°5 qui est indiquée.

## Critique du roman
Dans son introduction au roman dans l’édition Intégrales du Masque, J. D. Carr, tome 7, 2000, Roland Lacourbe indique (fin page 285 et début page 286) :
«  (…) Pour égarer à toutes fins son public, Carr accumule les déclarations péremptoires de cet ordre. Mais curieusement et pour la seule fois dans son œuvre, il fait proférer des assertions relativement fausses à ses personnages ou omet carrément de signaler certains faits. On peut légitimement s'étonner de la légèreté avec laquelle John Dickson Carr a composé son ouvrage, mais (…) il avait besoin d'argent pour son voyage en Angleterre où il comptait s'installer. [Le roman] fut donc écrit à la hâte et donne la désagréable impression de ne pas avoir été relu : l'auteur n’a pas pris la peine de revoir ses premiers chapitres pour peaufiner son intrigue et retirer des scories aisément effaçables. C'est dommage, car il le pouvait sans peine par la modification de quelques détails significatifs. Tel qu'il se présente aujourd'hui, le livre est donc un roman au début captivant mais que — l'honnêteté impose de le dire — Carr n'a pas réussi à mener à son terme avec sa rigueur habituelle. (…) »

## Source bibliographique
- Roland Lacourbe, John Dickson Carr : scribe du miracle. Inventaire d'une œuvre, Amiens, Encrage, 1997, p. 95.